# 木下友里
木下 友里（きのした ゆうり、2002年3月3日 - ）は、日本のアイドル。 仮面女子、アリス十番、ぴゅあふるの元メンバー。メンバーカラーは青色だった。東京都出身。アリスプロジェクト元所属。身長160.5cm 足のサイズ23.5cm。

## 経歴
- 2014年5月10日、藤崎麻美に憧れアリスプロジェクトに所属。AJとして芸能活動開始。
- 2015年7月28日、仮面女子研究生として、スライムガールズに加入し、ステージデビュー[1]。
- 2016年6月26日、木下友里に似ていると言われるサンダーソニアがポイサン委員会（3代目）デビュー[2]。
- 2016年11月23日、昇格発表により、仮面女子候補生への昇格決定[3]。
- 2016年12月23日、スライムガールズを卒業し、仮面女子候補生に加入する。同時に、仮面女子候補生、派生ユニットOZに加入。
- 2017年4月1日 - 5月7日、東京都内で行われる「大つけ麺博」を盛り上げるために結成されるイメージユニット・トッピング☆ガールズの6期目にあたるトッピング☆ガールズ FTTB（ふたたび）のメンバーとして活動[4]。
- 2017年11月25日、仮面女子超組閣により、仮面女子、スチームガールズへ昇格決定する[5]。
- 2018年1月15日 立川アレアレアにて、アレアガールズを卒業[6]。
- 2018年1月20日、派生ユニットOZを卒業、同時に仮面女子候補生を卒業し、スチームガールズに加入[7]。
- 2018年2月15日、仮面の儀を行い、仮面女子へ加入[8]。
- 2018年8月13日、仮面女子の派生ユニットであるぴゅあふるへ入社（加入）。
- 2018年10月23日、渋谷区のインターネットラジオステーション渋谷クロスFMの新番組「仮面女子の渋谷アンダーグラウンド」のメインパーソナリティを森下舞桜・雪乃しほりとともに担当[9]。
- 2018年10月18日、昇格発表により、アリス十番へ昇格決定する。
- 2018年12月17日、スチームガールズを卒業、アリス十番に加入[10]。
- 2019年6月8日、映画「つむぐ」公開[11]。
- 2019年9月20日、映画「リスタート：ランウェイ〜エピソード・ゼロ」公開[12]。
- 2021年2月26日、映画「今は、進め。」公開。（先行ロードショーは同年2月20日）
- 2021年4月4日、組閣発表にて仮面女子リーダー就任が発表された。
- 2023年2月11日、仮面女子を卒業[13]。

## 趣味・特技
- 特技は9年間続けているピアノ[14]。2019年3月17日、17歳の生誕祭で弾き語りを披露[15]。

## ユニット活動
- スライムガールズ（2015年7月28日ステージデビュー - 2016年11月23日）- 担当カラー：白色
- ポイサン委員会（3代目）（サンダーソニア）（2016年6月26日 - ）- 担当カラー：白色
- OZ（2016年11月23日 - 2018年1月20日）- 担当カラー：赤色
- 仮面女子候補生（2016年11月23日 - 2018年1月20日）- 担当カラー：赤色
- トッピング☆ガールズ FTTB（2017年4月1日 - 5月7日）- 担当カラー：赤色
- スチームガールズ（2018年1月20日 - 2018年12月17日）- 担当カラー：赤色
- 仮面女子（2018年2月15日 - 2023年2月12日）- 担当カラー：青色（2020年時点）
- ぴゅあふる（2018年8月13日 - 2023年2月12日）- 担当カラー：赤色
- アリス十番（2018年12月17日 - 2023年2月12日）- 担当カラー：青色
- kiraboshi（2020年11月27日 - 2023年2月12日）

## 出演

### ラジオ
- 「仮面女子の渋谷アンダーグラウンド」（2018年10月23日 - 、渋谷クロスFM）- メインパーソナリティ

### 映画
- 映画「リスタート：ランウェイ〜エピソード・ゼロ」（主演：猪狩ともか 助演：桜のどか、涼邑芹、楠木 まゆ他）
- 映画「つむぐ」（主演：涼邑芹 助演：楠木まゆ、森下舞桜他）
- 映画「今は、進め。」（主演：森下舞桜、涼邑芹、木下友里）
- 映画「もしも、僕の彼女が妖怪ハンターだったら。。。（仮）」（主演：木下友里）
- 映画「もしも、僕の彼女が妖怪ハンターだったら。。。（おかわり）」（主演：木下友里）

## コール
- コール：まんてん笑顔の　ゆーり
- 全開☆ヒーロー：大空羽ばたけ 荒ぶるひよこの　ゆーり